# Ioan Mureșian
Ioan Mureșian (n. 1873 – d. 1933) a fost un deputat în Marea Adunare Națională de la Alba Iulia, organismul legislativ reprezentativ al „tuturor românilor din Transilvania, Banat și Țara Ungurească”, cel care a adoptat hotărârea privind Unirea Transilvaniei cu România, la 1 decembrie 1918 :p. 70 .

## Biografie
A fost ales ca delegat la Marea Adunare Națională de la Alba Iulia de către Consiliul comunal român din Inău, azi Fundătura, din comuna Iclod :p. 183.

## Activitatea politică
Ca deputat în Adunarea Națională din 1 decembrie 1918, Ioan Mureșian a fost delegat supleant al Cercului electoral Gherla :p. 183.